# SN Brussels Airlines
SN Brussels Airlines war eine belgische Fluggesellschaft mit Sitz in Brüssel. Sie ging nach der Fusion mit der belgischen Fluggesellschaft Virgin Express in der neu geschaffenen Brussels Airlines auf.

## Geschichte
SN Brussels Airlines ging im Februar 2002 aus der insolventen belgischen Fluggesellschaft Sabena hervor. Deren Tochtergesellschaft Delta Air Transport (DAT) wurde aus dem Konzern herausgelöst und übernahm den Flugbetrieb unter dem neuen Namen. Anfänglich flog SN Brussels Airlines von ihrem Heimatflughafen Brüssel nur europäische Städte an. In Kooperation mit der Birdy Airlines wurden ab dem 26. April 2002 auch afrikanische Städte in das Streckennetz integriert. Das Unternehmen übernahm im Jahr 2004 die Birdy Airlines. Im Jahr 2005 beförderte die Gesellschaft 3,25 Millionen Passagiere, die durchschnittliche Auslastung lag bei 62,8 %.
Im November 2006 fusionierten SN Brussels Airlines und Virgin Express zur Fluggesellschaft Brussels Airlines. Der neue Name, das neue Firmenzeichen (ein rotes b stilisiert mit einer Landebahnbefeuerung) sowie eine neue Flugzeugbemalung wurden am 5. November 2006 vorgestellt.
Die Aufnahme des Flugbetriebs unter dem Namen Brussels Airlines erfolgte im März 2007.

## Flugziele

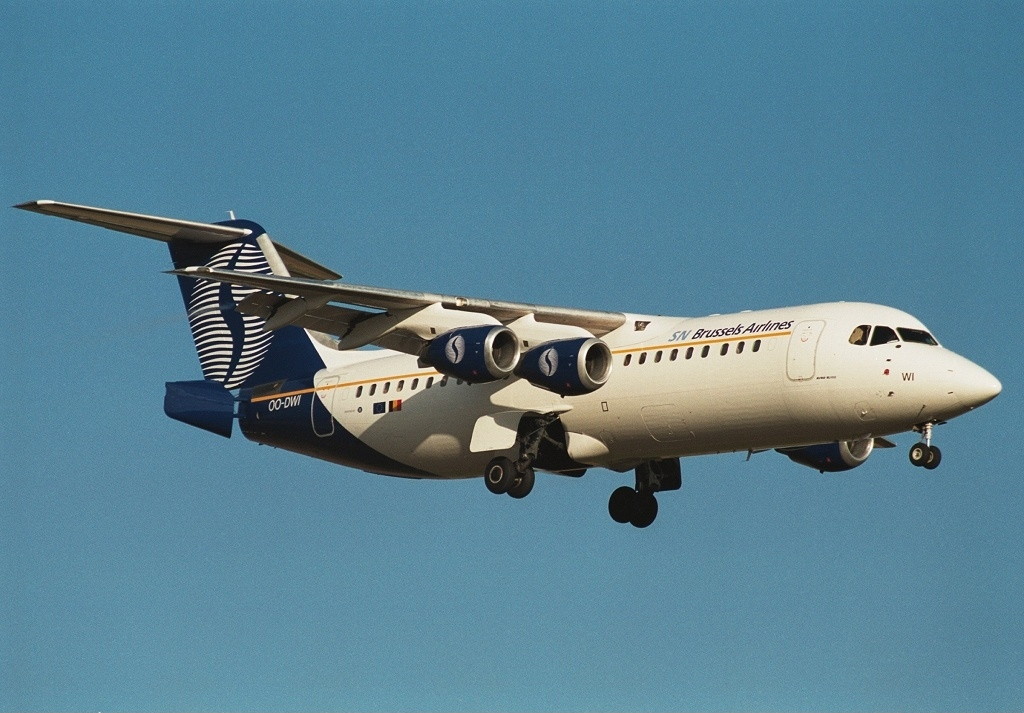
Avro RJ100 der SN Brussels Airlines, Brussels 2002

Neben mehreren europäischen Flugzielen wurden 14 Ziele in Afrika sowie zwei Ziele in Arabien angeflogen. Über ein Abkommen mit American Airlines wurden außerdem 34 Ziele in Nordamerika angeboten. Ferner bestanden ähnliche Abkommen unter anderen mit den Fluggesellschaften Etihad Airways und El-Al. Im deutschsprachigen Raum bediente SN Brussels Airlines Berlin, Hamburg, Frankfurt am Main, München und Wien.

## Flotte
- 03 Airbus A319
- 04 Airbus A330-300
- 06 BAe 146-200
- 14 Avro RJ85
- 12 Avro RJ100